# Hugo Zapałowicz

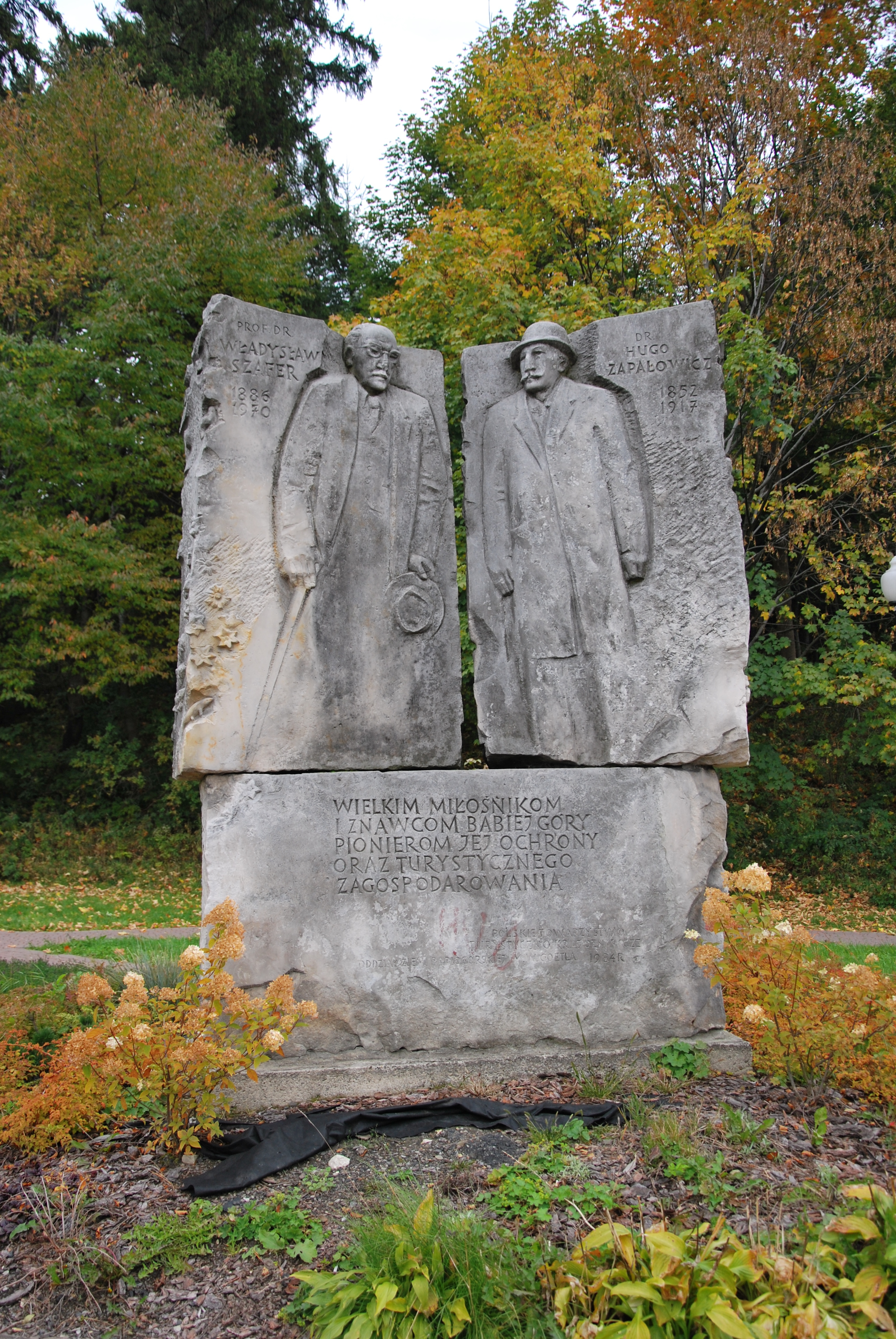
Denkmal für Hugo Zapałowicz (rechts) in Zawoja

Hugo Zapałowicz, auch Zapalłowich, (* 15. November 1852 in Laibach, Kaisertum Österreich; † 20. November 1917 in Perowsk, Sowjetrussland) war ein polnisch–österreich-ungarischer Botaniker und Geologe. Sein offizielles botanisches Autorenkürzel lautet „Zapał.“
Zapałowicz war Militärjurist. Er verfasste Arbeiten über die Geologie und Flora der Karpaten (u. a. Babia Góra)  und über die Flora Galiziens.
Im Jahr 1889 bereiste Zapałowicz das Grenzgebiet zwischen Argentinien und Chile. Im Gebirge Sierra de las Angosturas beschrieb und bestieg er den später von ihm als Cerro Copernico benannten Berg. Er schrieb ein Buch über seine Weltreise von 1888 bis 1890, das 1899 in zwei Bänden erschien.
Obwohl er schon pensioniert war, wurde er 1914 wieder Richter in der Armee. Er starb 1917 in russischer Kriegsgefangenschaft.

## Ehrungen
Nach ihm benannt ist die Hybride Cirsium × zapalowiczii Khek.

## Werke
H.Zapalowicz: Conspectus florae Galiciae criticus.  1904–1914.